# Mr Cool
Erik Anton Martin Magnusson, kendt under kunstnernavnet Mr Cool, født 6. november 1983 i Trelleborg, er en svensk komiker og rapper.

## Biografi
Mr Cool er en del af det skånske hiphop-kollektiv Rappare i Samverkan og gjorde sig bemærket som den ene halvdel af duoen Dubbel Trubbel sammen med Färska Prinzen. Mr. Cool er blevet kendt for sine grove tekster og snoede humor, hvor temaer som pædofili, mord og voldtægt er almindelige. Som den eneste hiphop-kunstner optrådte han i 2011 i tv-programmet Kobras specialprogram om kønsrock. I 2012 vandt han Vendetta-turneringen og blev kåret til Sveriges bedste battlerapper efter at have mødt Björn "Grizzly" Carlsson i finalen.
Han er også aktiv som stand-up komiker og deltog i humorprogrammet Specialisterna, som blev sendt i P3. Han er også kendt fra flere podcast-radioprogrammer, såsom Specialisterna og Anton Magnusson Podcast.
I april 2015 blev der kørt en kampagne på Facebook, hvor besøgende blev opfordret til at boykotte Emmaboda-festivalen, hvor Mr Cool var booket til at spille. Årsagen var, hvad der blev beskrevet som "seksistiske, racistiske og homofobiske tekster". Mr Cool aflyste sin koncert, men optrådte stadig på festivalen sammen med Simon Gärdenfors.
I juni og juli 2018 blev der kørt endnu en kampagne mod Mr Cool på blandt andet Facebook og Instagram med krav om, at sangen "Knulla barn" skulle fjernes fra streamingtjenesten Spotify. Kritikken førte til, at sangen endte på førstepladsen på Spotifys "Viral 50 in Sweden" chart, inden den blev fjernet fra streamingtjenesten helt. Kampagnen resulterede også i, at Magnusson og Simon Gärdenfors, som medvirker på sangen, blev politianmeldt for at opildne og forføre unge mennesker.

## Diskografi
- 2010 - Rap Hop (Saker som barnbarnen inte borde veta)
- 2015 - Discofeber (Eller: Mr Cools varnande sagor)